# Hans von Carlowitz (Bürgermeister)
Hans von Carlowitz, auch Karlewitz bzw. Karlewicz (* 15. Jahrhundert; † 1493) war ein Dresdner Gewandschneider und Bürgermeister.

## Leben
Carlowitz stammt aus dem sächsischen Adelsgeschlecht von Carlowitz (1311 erstmals erwähnt). Über seine weitere Herkunft ist nichts bekannt.
Das erste Mal urkundlich genannt wird er am 3. Juni 1448, als er zusammen mit Friedrich und Caspar von Carlowitz mit dem 1. Vorwerk des Ritterguts Kleinstruppen belehnt wird. Dies befand sich vorher im Besitz von Friedrich II., Kurfürst von Sachsen. Bereits am 22. Juli 1452 geht das Vorwerk an Jost und Heinze von Karras über.
Carlowitz hatte mindestens drei Geschwister: Wilhelm von Carlowitz auf Kreischa, Katharina von Grünberg und Ursula Kundige und war mit einer Margareta verheiratet. Außerdem wird Carlowitz am 27. Januar 1491 als Vormund einer Katherina, Tochter des verstorbenen Hans Spengler, genannt.
In seinem Beruf als Gewandschneider scheint Carlowitz zu einigem Wohlstand gekommen zu sein. So sind im Dresdner Stadtbuch einige Kredite an seine Mitbürger vermerkt. Außerdem wird er 1488 mit einem Vermögen von 1.800 Gulden als drittreichster Bürger von Dresden genannt. Dazu dürften auch Investitionen in Hütten, Mühlen und Bergwerke auf dem Geisingberg beigetragen haben. Carlowitz wohnte in der Großen Judengasse (heute Schössergasse), direkt südlich des Dresdner Residenzschlosses.
Am 28. Februar 1493 wird von Carlowitz noch im Dresdner Stadtbuch als Bürgermeister genannt. Am 3. Dezember 1493 ist der Verkauf seines Hauses für 212 Rheinische Gulden durch seine Witwe dokumentiert.

## Politisches Wirken
Ab 1476 saß Carlowitz im Stadtrat. Am 13. November 1491 bekam er von Herzog Georg dem Bärtigen zusätzlich die Verantwortung zur Überwachung der Einnahmen und Ausgaben für den Wiederaufbau der beim Stadtbrand zerstörten Kreuzkirche übertragen.
1493 trat Carlowitz als Bürgermeister an die Spitze der Verwaltung. In Ausübung dieses Amtes verstarb er noch im selben Jahr.